# بیمارستان اروند اهواز
بیمارستان اروند یک بیمارستانی خصوصی – درمانی است که در سال ۱۳۷۳ باظرفیت ۱۰۰ تخت ثابت در اهواز، خیابان دکتر شریعتی، خیابان شهید قنواتی، جنب هتل کوثر تأسیس شد.

## بخش‌های بیمارستان
تخصصهای موجود در این بیمارستان عبارتند از: ICU-جراحی عمومی-ارولوژی- جراحی مغز و اعصاب - جراحی زنان و زایمان - چشم-CCU-ENT-ارتوپدی و همراه با اتاق عمل-پست پارتوم-تخت زایمان-تختهای بخش اورژانس-لیبر-اتاق عمل اورژانس-تختهای تحت نظر اورژانس در این بیمارستان جهت انجام اعمال جراحی هموروئید از دستگاه لیزر استفاده می‌شود

## بخش‌های پاراکلینیک و درمانگاه
آزمایشگاه طبی - تست ورزش - اکوکاردیوگرافی - سونوگرافی- سی تی اسکن - رادیولوژی - سنگ‌شکن برون اندامی - درمانگاه فیزیوتراپی از بخش‌های پاراکلینیک و درمانگاهی آن می‌باشند.

## بخش سنگ‌شکن برون اندامی
سنگ‌شکنی خارج بدنی به وسیله امواج‌ضربه‌ای، یک نوع روش درمانی موفق و با عوارض کم می‌باشد که در مقایسه با اعمال جراحی باز سریعتر و با از سوی بیمار با تحمل بهتری همراه است. این روش با تولید امواج ضربه‌ای و اعمال انرژی بر روی سنگ‌های سیستم ادراری موجب متلاشی شدن و در آخر دفع آن‌ها از طریق دستگاه اداری می‌شود.
در یک بررسی پنج ساله که بر روی ۸۹۳۱ بیمار در این مرکز انجام گردید نتایج به دست آمده نشان داد در ۸۵درصد بیماران مورد مطالعه، دو هفته پس از درمان، سنگ‌ها کاملاً خرد شده و دفع گردیدند و پس از یک ماه این درصد موفقیت به ۹۳درصد رسید و بقیه بیماران پس از دو ماه پیگیری به دلیل باقی‌ماندن تکه‌های سنگ نیاز به سنگ‌شکنی مجدد داشتند که با تکرار سنگ‌شکنی، ۸۲درصد این تعداد نیز موفق به دفع کامل خرده‌های سنگ شدند. نتایج این تحقیق نشان می‌دهد که درصد موفقیت این روش درمانی در خوزستان در حد شاخص بین‌المللی است.

## آرتروسکوپی
در سال گذشته دو عمل پیوند رباط و پیوند زانو برای اولین بار در کشور انجام شد. که بر اثر دررفتگی زانوی جوانی که از ۴ رباط ۳رباط ۲ رباط اصلی و داخلی و صلیبی قدامی و خلفی آسیب دیده بود در یک عمل جراحی موفق در این بیمارستان از یک بیمار مرگ مغزی، پس از گذراندن پروسه‌های هیستوپاتولوژی و میکروبیولوژی به روش آرتروسکوپی یالیزرِ رباط، به صورت هم‌زمان رباط‌های اصلی در زانوی فرد بیمار پیوند زده شد.

## مراکز طرف قرارداد
این بیمارستان یکی از قوی‌ترین مراکز طرف قرارداد شرکت‌ها، سازمان‌ها و بیمه‌ها می‌باشد.